# Марк Теренцій Варрон Лукулл
Марк Теренцій Варрон Лукулл (116 — 56 роки до н. е.) — політичний, державний та військовий діяч Римської республіки, консул 43 року до н. е.

## Життєпис
Походив з роду нобілів Ліциніїв. Син Луція Луцинія Лукулла, претора 104 року до н. е., та Цецилії Метелли Кальви. Надалі був усиновлений Марком Теренцієм Варроном.
У 83 році до н. е. після повернення Луція Корнелія Сулли зі Сходу до Італії Марк приєднався до нього й виступив проти маріанців. Спочатку він завдав поразки ворогам при Плаценції, а згодом й при Фіденції. Цим Марк Лукулл заслужив повагу з боку Сулли.
У 81 році до н. е. став членом колегії понтифіків. У 79 році до н. е. його обрано курульним еділом. Під час своєї каденції провів пишні ігри, театральні вистави. Тоді же вперше на арені цирку проти гладіаторів виступили слони.
У 76 році до н. е. став претором у справах іноземців. Під час своєї каденції вів справу проти Гая Антонія Гібриди, якого звинувачували у зловживаннях у Греції.
У 73 році до н. е. його обрано консулом разом з Гаєм Кассієм Лонгіном. Разом із колегою домігся прийняття закону про субсидії на купівлю зерна для малозабезпечених громадян. Також захищав інтереси міста Ороп у Греції. У 72 році до н. е. його призначено проконсулом провінції Македонія. На цій посаді виступив проти фракійського племені бессів. Під час військової кампанії дійшов до Дунаю та західного узбережжя Чорного моря. Водночас захопив декількох баз Мітрідата VI, царя Понту, — міста Аполлонію (сучасний Созополь), Каллатіс (сучасна Мангалія), Томи (сучасна Констанца), Істрія. За цю звитягу отримав тріумф, який відсвяткував у 71 році до н. е.
У 71 році до н. е. був відкликаний сенатом для придушення повстання Спартака. Лукулл висадився у Брундізії. Втім армія Спартака ще раніше була розбита Крассом. У 66 році до н. е. Марк Лукулл був притягнутий до суду Гаєм Меммієм за діяльність під час диктатури Сулли. Проте Лукулла було виправдано.
У 63 році до н. е. протидіяв Луцію Сергію Катиліні у його спробі повалити римський уряд та захопити владу. У 58—57 роках до н. е. активно сприяв поверненню Цицерона з вигнання.